# Iophon lamella
Iophon lamella är en svampdjursart som beskrevs av Wilson 1904. Iophon lamella ingår i släktet Iophon och familjen Acarnidae.
Artens utbredningsområde är havet kring Galapagosöarna. Utöver nominatformen finns också underarten I. l. indivisa.